# Zubivka, Trosteaneț
Zubivka (în ucraineană Зубівка) este un sat în comuna Buimer din raionul Trosteaneț, regiunea Sumî, Ucraina.

## Demografie
Componența lingvistică a localității Zubivka
     Ucraineană (100%)
Conform recensământului din 2001, toată populația localității Zubivka era vorbitoare de ucraineană (100%).